# The Microphones
The Microphones (auch "The Microphones" mit Anführungszeichen) ist eine US-amerikanische Indie-Rock-Band, die hauptsächlich zwischen 1996 und 2003 aktiv war. Der Singer-Songwriter und Multiinstrumentalist Phil Elverum (der damals noch seinen Geburtsnamen Phil Elvrum nutzte) gründete die Band und war zeitweise das einzige Mitglied, die restliche Besetzung wechselte. Bekanntheit erlangte vor allem ihr Album The Glow Pt. 2.

## Geschichte
Die erste Veröffentlichung Phil Elverums unter dem Namen The Microphones stammt aus dem Jahr 1996. Nach eigenen Angaben zog er 1997 nach Olympia, Washington, um mit der dortigen Musikszene in Kontakt zu kommen und das Evergreen State College zu besuchen. Calvin Johnson, Chef des in Olympia ansässigen Labels K Records, wurde auf Elvrum aufmerksam und ermöglichte ihm, mehrere Alben einzuspielen.
Unter diesen erhielt das 2001 veröffentlichte The Glow Pt. 2 die beste und langanhaltendste Rezeption: unter anderem setzte Pitchfork es auf Platz 1 seiner Jahresbestenliste und später auf Platz 73 der besten 200 Alben der 2000er Jahre. Zuvor tourten The Microphones im Sommer 2001 durch Nordamerika und Europa.
Ab 2003 begann Elvrum den Namen Mount Eerie für seine Projekte zu nutzen. 2004 erschien von "The Microphones" (mit Anführungszeichen) noch das im Vorjahr in Kyoto, Nagoya und Tokio aufgenommen Live in Japan.
Am 7. August 2020 veröffentlichte Elverum als The Microphones ein neues Album mit dem Titel Microphones in 2020. Es besteht aus einem einzigen gleichnamigen Track, der 44:44 Minuten lang ist. Anfang 2022 erschienen das Boxset Completely Everything, 1996–2021, wie Elverum erklärte „zum Gedenken an 25 Jahre dieses zeitweise wachen Aufnahmeprojekts und als Grabstein“.

## Diskografie (Auswahl)
- 1999: Don't Wake Me Up (K Records)
- 2000: It Was Hot, We Stayed in the Water (K Records)
- 2001: The Glow Pt. 2 (K Records)
- 2003: Mount Eerie (K Records)
- 2004: Live in Japan, February 19th, 21st, and 22nd, 2003 (K Records)
- 2020: Microphones in 2020 (P. W. Elverum & Sun, Ltd.)
- 2022: Completely Everything, 1996–2021 (P. W. Elverum & Sun, Ltd.)